# Neurochirurgie
Neurochirurgie is de chirurgische behandeling van neurologische aandoeningen. De hersenen, hersenstam, het ruggenmerg, de plexus en perifere zenuwen, alsmede de omhullingen van betreffende structuren zijn doel van de operatieve ingrepen. Ze wordt uitgevoerd door een gespecialiseerd chirurg: een neurochirurg. Plaatsen van een ventrikeldrain is een voorbeeld van een neurochirurgische handeling.
In Vlaanderen wordt neurochirurgie vooral uitgevoerd in de academische ziekenhuizen en de daaraan verbonden afdelingen van algemene ziekenhuizen.
De neurochirurgie wordt in Nederland in een 16-tal hoofdcentra bedreven. Er zijn rond deze hoofdcentra een aantal perifere klinieken gesitueerd waar kleinere neurochirurgische ingrepen kunnen worden uitgevoerd.